# Low-Code Association

Logo der Low-Code Association e.V.

Die Low-Code Association e.V. ist ein Verband im deutschsprachigen Raum aktiver Low-Code-Plattform-Anbieter, der sich zum Ziel setzt, durch eine aktive Öffentlichkeitsarbeit die Akzeptanz von Low-Code- und No-Code-Technologien, auch in Zusammenspiel mit KI-gestützter Softwareentwicklung, als Alternative zu klassischen Programmiermethoden zu erhöhen. Die Association ist Autor des Low-Code Manifests und Veranstalter der Kongressmesse German Low-Code Day.

## Gründung und Verbandsstruktur
Der Verband wurde 2022 in Berlin gegründet und hat heute ca. 35 aktive Mitglieder, überwiegend Hersteller und Betreiber von Low-Code-Plattformen sowie einige auf diesem Gebiet aktive IT-Dienstleister und Forschungseinrichtungen. Vorstandsvorsitzender ist Karsten Noack, Gründer von Scopeland Technology, einem der weltweit ersten Low-Code-Anbieter. Weitere Vorstandsmitglieder sind Markus Bernhart und Thomas Hecker.  Der ‚Erfinder‘ des Begriffs Low-Code, John Rymer, ehem. Vice President von Forrester Research ist Ehrenmitglied. 
Seit 2025 besteht eine Partnerschaft mit der DOAG, mit der die Association gemeinsam den jährlichen Fachkongress Low-Code Creators in Nürnberg durchführt.

## Das Low-Code Manifest
Das Low-Code Manifest wurde zum Jahreswechsel 2022/23 von den Gründungsunternehmen der Low-Code Association Scopeland Technology GmbH, Simplifier AG, JobRouter AG, Necara GmbH, SQL Projekt AG, DResearch Digital Media Systems GmbH, DMK E-Business GmbH und Allisa Software GmbH unter Mitwirkung von Jan Gottschick von Fraunhofer FOKUS aufgesetzt. Es dokumentiert die gemeinsame Position aller Autoren zu allen relevanten Fragen von Low-Code und No-Code und betont besonders die Bedeutung von Low-Code als Methodik zur professionellen Softwareentwicklung, in Abgrenzung zum s.g. Citizen Development für Eigenentwicklungen von IT-kundigen Fachanwendern.

## German Low-Code Day
Der German Low-Code Day findet jährlich in Deutschland, zuletzt in Hannover in Zusammenarbeit mit der Staatskanzlei des Landes Niedersachsen statt. Hintergrund ist die Bedeutung von Low-Code als eine der Schlüsselfaktoren für die Digitalisierung in der öffentlichen Verwaltung und im Mittelstand, wie der Niedersächsische Ministerpräsident, vormals Wirtschaftsminister, Olaf Lies und der CIO des Landes, Horst Baier in ihren Ansprachen und Grußworten der bisherigen Veranstaltungen hervorhoben. Die Veranstaltung ist darüber hinaus von Sprechern der Low-Code Association und internationalen Top-Experten  führender Analysten wie Gartner, sowie von den CIOs großer Low-Code-Anwender geprägt.
Der German Low-Code Day wendet sich an IT-Verantwortliche in Wirtschaft und Verwaltung ist eine Weiterführung des 2019 in Berlin von dem SIBB, dem Berlin-Brandenburger Digitalverband durchgeführten "Berlin Low-Code Day".

## Weitere Aktivitäten
Karsten Noack und weitere 23 Experten der Low-Code Association sind die Autoren des ersten in deutscher Sprache veröffentlichten herstellerneutralen Standardwerks rund um das Thema Low-Code: „Paradigmenwechsel Low-Code – Softwareentwicklung (fast) ohne Programmierung“, veröffentlicht 2025 bei Springer Nature.
Neben dem German Low-Code Day veranstaltet die Association in Zusammenarbeit mit anderen Verbänden regelmäßige Webinare und andere Informationsveranstaltungen, vermittelt Speaker für Veranstaltungen, unterstützt die Kooperationen zwischen den einzelnen Herstellern und widmet sich angrenzenden Themen wie dem Fachkräftemangel, Digitale Souveränität und Strategien zur Digitalen Transformation, berät Entscheider in Wirtschaft und Verwaltung und unterstützt die universitäre Ausbildung von Informatikern. 
Aktuell widmet sich die Association verstärkt aktuellen Fragen des Zusammenspiels von KI und Low-Code, und zwar in zweierlei Hinsicht: zum einen die Möglichkeit, mithilfe von KI die Entwicklung von Low-Code-Anwendungen noch effizienter zu machen (AI-aided Low-Code Development), und zum anderen, mittels Low-Code eine effiziente, weitgehend programmierfreie Entwicklung von KI-Anwendungen (AI-enabled Low-Code Applications) zu ermöglichen.